# Andrea Weiermann-Lietz
Andrea Sybille Weiermann-Lietz, née le 15 décembre 1958 à Cologne (Allemagne de l'Ouest), est une ancienne joueuse de hockey sur gazon allemande. Elle est médaillée d'argent aux Jeux de 1984.

## Carrière
Elle est détentrice d'une médaille d'argent olympique en 1984 et une de bronze aux Europe la même année.

## Palmarès

### Jeux olympiques
- médaille d'argent du tournoi féminin en 1984 à Los Angeles,  États-Unis

### Championnats d'Europe
- médaille de bronze en 1984 à Lille,  France